# Torkil Olsen
Torkil Olsen (31. marts 1922 - 6. januar 2001) var rigsbibliotekar 1982-1986.
Torkil Olsen tog skoleembedseksamen i 1950 i dansk og fransk fra Københavns Universitet. Han blev ansat som aspirant på Universitetsbiblioteket i 1945 og avancerede til bibliotekar af 2. grad (nu forskningsbibliotekar) efter afsluttet embedseksamen.
I 1957 blev han leder af det nyoprettede Atomenergikommissionens Bibliotek på Risø, hvor han opbyggede et meget moderne bibliotek. 1965 blev han leder af det nyoprettede Odense Universitetsbibliotek (nu Syddansk Universitetsbibliotek, som han inden for en kort årrække gjorde til et af de fem største videnskabelige biblioteker i Danmark. Biblioteket startede i midlertidige lokaler inde i Odense. I 1974 ledede Torkil Olsen udflytningen af biblioteket til Universitets campus i udkanten af Odense og planlagde et helt nyt og moderne bibliotek, som var fuldt integreret i universitet.
Efter rigsbibliotekar Palle Birkelunds pensionering blev Torkil Olsen i 1982 ansat som rigsbibliotekar på konstitution, da stillingens fremtid som så meget andet i forskningsbiblioteksvæsenet ikke var afklaret på dette tidspunkt. Som rigsbibliotekar varetog han også ledelsen af Det Kongelige Bibliotek og Universitetsbibliotekets 1. og 2. Afdeling. Han forestod i 1983 arbejdet med en udredning om det fremtidige forhold mellem Det Kongelige Bibliotek og Universitetsbibliotekets 1. og 2. Afdeling, hvad der førte til en selvstændiggørelse af de to universitetsbiblioteker i 1986. Han skaffede bevilling til en udbygning af Universitetsbibliotekets 2. Afdelings bygning på Nørre Allé, Den stod færdig i 1989. Ligeledes skaffede han bevillinger til forskningsbibliotekernes edb-udvikling 1985-86.
I 1986 blev organisationen af Rigsbibliotekarembedet ændret. Rigsbibliotekarembedet blev en styrelse uden ledelsesansvar for noget bibliotek. De tre biblioteker Det Kongelige Bibliotek, Universitetsbibliotekets 1. og Universitetsbibliotekets 2. Afdeling fik hver deres leder. Efter udløb af Torkil Olsens konstitution blev stillingen som leder af Det Kongelige Bibliotek besat med Erland Kolding Nielsen. Stillingen som rigsbibliotekar blev besat med Morten Laursen Vig. Torkil Olsen fortsatte som kommitteret i Rigsbibliotekarembedet og gik på pension i 1989.